# Znojmo
Znojmo (nemško Znaim) je mesto v Južni Moravski na Češkem, tudi upravno središče okrožja Znojmo.

## Geografija
Mesto leži na skalni čeri na strmem levem bregu reke Dyje, največjega pritoka reke Morave, približno 55 km jugozahodno od regionalnega glavnega mesta Brno. Je v bližini meje z Avstrijo in je povezano z Dunajem po železnici in cesti (približno 80 minut).
Znojmo je imelo 33.761 prebivalcev (stanje 1. 1. 2015).

## Zgodovina
Trdnjava je bila morda že v času Velikomoravske kneževine v 9. stoletju. Od približno leta 1055 je bil grad Znojmo prebivališče rodbine Přemyslidov na Češkem v Moravski marki in bil strateško pomembna postojanka v bližini meje z bavarsko marko Avstrijo na jugu. Nekaj let pozneje (1101) je Litold Znojmski, moravski vojvoda, ustanovil vojvodsko rotundo device Marije in svete Katarine, nato pa je ustvaril enkratno prizorišče rodovnika čeških in moravskih vojvod rodbine Přemyslidov. Grad je zavzel in opustošil češki vojvoda Vladislav II. leta 1145.
Leta 1190 je češki vojvoda Konrad II. v Znojmu ustanovil samostan  premonstratencev v Louki, ki je postal območje naseljevanja nemško govorečih priseljencev v okviru srednjeveškega gibanja ostsiedlunga (nemške vzhodne kolonizacije). Tik pred letom 1226 je na ravnici pred obnovljenim gradom kralj Otokar I. Češki ustanovil kraljevsko mesto Znojmo. Mestne pravice je leta  1278 potrdil kralj Rudolf I. Habsburški. 9. decembra 1437 je v Znojmu umrl cesar Sigismund Luksemburški in je tri dni ležal v cerkvi svetega Nikolaja, preden so njegove posmrtne ostanke prenesli v Nagyvárad (Oradea) na Madžarskem.
Znojmo je najbolj znan po premirju, sklenjenem leta 1809 po bitki pri Wagramu med Napoleonom in  nadvojvodo Karlom. Prav tako je (domnevni) rojstni kraj Leopolda Lojka, voznika avtomobila avstrijskega nadvojvode Franca Ferdinanda, ko je bil Ferdinand leta 1914 umorjen v Sarajevu, kar je sprožilo prvo svetovno vojno. Po vojni je mesto pripadlo Češkoslovaški, razen med nacistično nemško zasedbo med letoma 1938 in 1945. V tem obdobju je bil del Reichsgaua Niederdonaua. Nemški državljani so bili izgnani leta 1945 v skladu z Beneševimi dekreti.
Rojstni kraj kiparja  Huga Ledererja in pisatelja  Charlesa Sealsfielda vzdržuje posebno prijateljsko sodelovanje z mestom Harderwijk na Nizozemskem.

## Znamenitosti
Gotska  cerkev svetega Nikolaja in poznogotski stolp mestne hiše sta najbolj prepoznavni znamenitosti. Cerkev svetega Nikolaja je bila zgrajena leta 1348. Zgraditi jo je dal cesar Karel IV. Mestna hiša s 75 m visokim stolpom pa izvira iz okoli 1446.
S pogledom na dolino reke Dyje na robu srednjeveškega mesta stoji grad Znojmo iz 11. stoletja, ko ga je ustanovil vojvoda Pšemisl. Edini ostanki gradu iz tega časa je romanska rotunda device Marije in svete Katarine, katere notranjost je prekrita s freskami iz 11. stoletja, ki prikazujejo svetopisemske prizore in prizore iz življenja družine Pšemisl.
Pod mestom in gradom je velik labirint povezanih hodnikov in kleti, katakombe Znojmo, razvite v 14. in 15. stoletju za obrambne namene, z vodnjaki, drenažami, kurišči, vrati in ubežnimi potmi, ki so vodile iz utrdbe mesta.

## Pomembni prebivalci
Stanislav iz Znojma (1360–1414), teolog in filozof, rektor Karlove univerze in učitelj Jana Husa;
Václav Prokop Diviš (26. marec 1698–25. december 1765) je bil češki duhovnik, teolog in naravoslovec, pionir na področju električne energije in konstruktor prvega električnega glasbila denis d'or;
Klemen Marija Dvoržak (rojen kot Janez Dvoržak) (1751–1820), svetnik, blaženi, duhovnik, teolog, redemptorist nemško-češkega rodu, apostol Dunaja in Varšave, ki je bil v mladosti vajenec pek v tem mestu;
Franz Woidich (2.januar 1921–5. julij 2004) je bil letalski as Luftwaffe in dobitnik viteškega križa med drugo svetovno vojno;
Květoslav Svoboda (rojen v Znojmu 25. avgusta 1982), češki plavalec, ki je sodeloval na številnih tekmovanjih, tudi na olimpijskih igrah leta 2000 in 2004.

## Pobratena mesta
- Harderwijk, Nizozemska
- Nové Zámky, Slovaška
- Pontassieve, Italija
- Retz, Avstrija
- Ružinov, Slovaška
- Strzegom, Poljska
- Torgau, Nemčija
- Trento, Italija